# Selección de hockey sobre hielo de Rusia
La Selección de hockey sobre hielo de Rusia, es el equipo masculino representativo de Rusia. Es representada por la Federación Rusa de Hockey sobre Hielo. El equipo existe oficialmente desde 1993, reconocido por la IIHF como el sucesor oficial de la selección de la Unión Soviética, debido a que muchos de los jugadores soviéticos eran de origen ruso. La selección soviética fue la selección más ganadora en el Campeonato Mundial de Hockey sobre Hielo con 22 títulos mundiales hasta la disolución del país, superando a otros países de gran fortaleza como Canadá, su rival histórico en este deporte, además de contar con siete medallas de oro, una de plata y una de bronce en los Juegos Olímpicos. 
Rusia cuenta por sí sola 5 títulos de campeonato mundial, además de dos medallas de oro y una de bronce en Juegos Olímpicos, aunque por diversas razones en los dos triunfos no pudo reclamar las medallas con la bandera de Rusia sino como Equipo Unificado y Atletas Olímpicos de Rusia. Es parte de los "Seis Grandes" del hockey junto a Estados Unidos, Suecia, Finlandia, Canadá y República Checa,

## Registro Olímpico

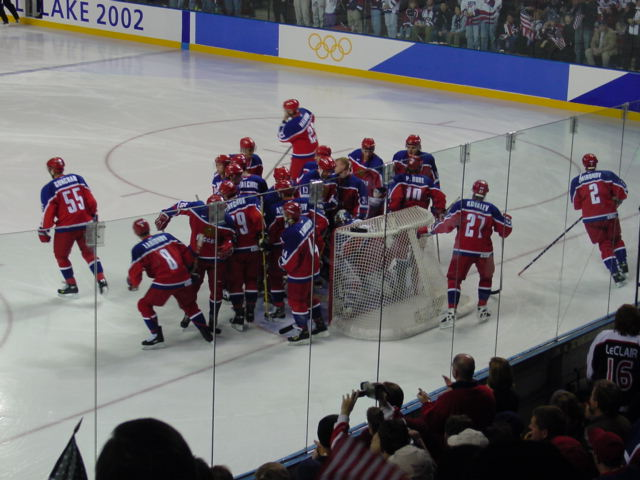
Equipo ruso celebrando el tercer lugar conseguido en los Juegos Olímpicos de Invierno de 2002

| Año                 | Resultado                                    | Resultado                                    | Resultado                                    | Resultado                                    |
| ------------------- | -------------------------------------------- | -------------------------------------------- | -------------------------------------------- | -------------------------------------------- |
| 1920-1988           | Participando como Unión Soviética            | Participando como Unión Soviética            | Participando como Unión Soviética            | Participando como Unión Soviética            |
| Albertville 1992    | Campeón : Participando como Equipo Unificado | Campeón : Participando como Equipo Unificado | Campeón : Participando como Equipo Unificado | Campeón : Participando como Equipo Unificado |
| Lillehammer 1994    | 4° Lugar                                     | 4° Lugar                                     | 4° Lugar                                     | 4° Lugar                                     |
| Nagano 1998         | Segundo lugar                                | Segundo lugar                                | Segundo lugar                                | Segundo lugar                                |
| Salt Lake City 2002 | Tercer lugar                                 | Tercer lugar                                 | Tercer lugar                                 | Tercer lugar                                 |
| Turín 2006          | 4° Lugar                                     | 4° Lugar                                     | 4° Lugar                                     | 4° Lugar                                     |
| Vancouver 2010      | 6° Lugar                                     | 6° Lugar                                     | 6° Lugar                                     | 6° Lugar                                     |
| Sochi 2014          | 5° Lugar                                     | 5° Lugar                                     | 5° Lugar                                     | 5° Lugar                                     |
| PyeonChang 2018     | Campeón                                      | Campeón                                      | Campeón                                      | Campeón                                      |
| Participaciones     | Oro                                          | Plata                                        | Bronce                                       | Total                                        |
| 6                   | 1                                            | 1                                            | 1                                            | 3                                            |

- Datos: Q845895
- Multimedia: Russia men's national ice hockey team / Q845895